# 4638 Estens
4638 Estens eller 1989 EG är en asteroid i huvudbältet som upptäcktes den 2 mars 1989 av den australiensiske astronomen Robert H. McNaught vid Siding Spring-observatoriet. Den är uppkallad efter Jack L. Estens.
Asteroiden har en diameter på ungefär 4 kilometer.